# Крачун и Малчо
„Крачун и Малчо“ е поема за деца от писателя Димитър Подвързачов. Състои се от две части – „Приключенията на Крачун и Малчо на село“ и „Приключенията на Крачун и Малчо в София“.
Първоначално авторът замисля три части, но са издадени две от издателство „Хемусъ“ през 1933 – 1934 г. В тях се разказва за двама стражари – Крачун, който е висок и слаб, и Малчо – нисък и набит. Илюстрациите в книгата са на художника Минчо Никифоров. Книгата е преиздадена през 1991 г. от издателство „Гея-Либрис“.